# Église Saint-Michel de Deronje
Pour les articles homonymes, voir Église Saint-Michel.
L'église Saint-Michel de Deronje (en serbe cyrillique : Црква светог Архангела Михаила у Дероњама ; en serbe latin : Crkva svetog Arhangela Mihaila u Deronjama) est une église orthodoxe serbe située à Deronje, dans la province de Voïvodine, dans le district de Bačka occidentale et dans la municipalité d'Odžaci en Serbie. Elle est inscrite sur la liste des monuments culturels de grande importance de la république de Serbie (identifiant no SK 1112).

## Présentation
L'église a été construite en 1869, à l'emplacement d'un édifice plus ancien. Elle est constituée d'une nef unique prolongée par une abside demi-circulaire aussi large que la nef. La façade occidentale est dominée par un clocher surmonté par un bulbe aplati, une lanterne et une croix. Les façades sont rythmées horizontalement par une corniche moulurée courant au-dessous du toit et, verticalement par des pilastres encadrant les ouvertures.
L'iconostase, qui provient de l'ancienne église, a été peinte en 1792 par Jovan Isailović (en) l'Ancien, qui y fait preuve de son talent de coloriste ; les fresques datent du début du XXe siècle et sont l'œuvre du peintre et prêtre Rafailo Momčilović (en).